# 理查德·麦克卢尔
理查德·麦克卢尔（英語：Richard McClure，1935年1月20日—），加拿大男子赛艇运动员。他曾代表加拿大参加1956年夏季奥林匹克运动会赛艇比赛，获得男子八人单桨有舵手银牌。